# Far West (film, 1942)
Pour les articles homonymes, voir Far West.
Pour plus de détails, voir Fiche technique et Distribution.
Far West (American Empire) est un western américain réalisé par William C. McGann, sorti en 1942.

## Synopsis
Peu après la Guerre de Sécession, Dan et Pax exploitent un bateau à roues à aubes naviguant entre la Louisiane et le Texas. Les deux amis rencontrent Beauchard, monté à bord avec du bétail qui s'avère volé. Plus tard, la sœur de Dan, Abby, épouse Pax et le couple crée un ranch.

## Fiche technique
- Titre : Far West
- Titre original : American Empire
- Réalisateur : William C. McGann
- Scénario : Ben Grauman Kohn, J. Robert Bren et Gladys Atwater, d'après une histoire de ces deux derniers
- Musique : Gerard Carbonara et David Buttolph (non crédité)
- Directeur de la photographie : Russell Harlan
- Directeur artistique : Ralph Berger
- Décors de plateau : Emile Kuri
- Costumes : Earl Moser
- Montage : Carrol Lewis
- Producteurs : Harry Sherman et Lewis J. Rachmil (associé)
- Société de production : Harry Sherman Productions
- Société de distribution : United Artists
- Genre : Western
- Formay : Noir et blanc
- Durée : 82 minutes
- Dates de sorties :
  - États-Unis (pays d'origine) : 11 décembre 1942
  - France : 27 août 1947

## Distribution
- Richard Dix : Dan Taylor
- Leo Carrillo : Dominique Beauchard
- Preston Foster : Paxton 'Pax' Bryce
- Frances Gifford : Abigail 'Abby' Taylor
- Robert H. Barrat : Crowder
- Jack La Rue : Pierre, complice de Beauchard
- Guinn Williams : Le pilote du bateau
- Cliff Edwards : Runty
- Merrill Guy Rodin : Paxton Bryce Jr.
- Chris-Pin Martin : Augustin, complice de Beauchard
- Richard Webb : Crane
- William Farnum : Le juge de Louisiane
- Etta McDaniel : Willa May, servante de Bryce
- Hal Taliaferro : Malone
- Tom London : Homme de main de Crowder